# 西王子町
西王子町（にしおうじまち）は福岡県北九州市八幡西区の町。住居表示実施済み。郵便番号は806-0039。

## 地理
八幡西区の北部に位置し、北に山寺町、東に東王子町、南に南王子町、西に青山と接する。

## 地域の特徴
町域の西部が高台となっている住宅地。北縁に沿って東西に山手通りが走る。ダイレックス 黒崎店がある。

## 歴史
昭和12年に開始され、第2次世界大戦中の中断を経て同34年に終了した八幡市西部土地区画整理により整備された地域。昭和16年頃からは当町域に三菱化成（現三菱ケミカル）の社宅が建設された。

### 地名の由来
山寺町の王子神社にちなむといわれる。

### 沿革
- 1959年（昭和34年） - 西王子町新設[4]。
- 1963年（昭和38年）2月1日 - 八幡市、戸畑市、小倉市、若松市、門司市の5市が合併し、北九州市が発足。八幡市西王子町は北九州市八幡区西王子町となる。
- 1963年（昭和38年）4月1日 - 北九州市が政令指定都市に指定され、八幡区、戸畑区、小倉区、若松区、門司区の5区を設置。北九州市八幡区西王子町は北九州市八幡区西王子町となる。
- 1967年（昭和42年）6月1日 - 大字熊手の一部が西王子町に編入、住居表示実施[5][4]。
- 1974年（昭和49年）4月1日 - 八幡区が八幡西区と八幡東区に分かれ、八幡区西王子町は八幡西区西王子町となる[6]。

### 町名の変遷
| 実施内容 | 実施年月日               | 実施後   | 実施前                         |
| -------- | ------------------------ | -------- | ------------------------------ |
| 町名新設 | 1959年（昭和34年）       | 西王子町 | 大字熊手の一部                 |
| 住居表示 | 1967年（昭和42年）6月1日 | 西王子町 | 西王子町の全部、大字熊手の一部 |

## 世帯数と人口
2025年（令和7年）3月31日現在（北九州市発表）の世帯数と人口は以下の通りである。
| 町       | 世帯数  | 人口    |
| -------- | ------- | ------- |
| 西王子町 | 425世帯 | 1,031人 |

### 人口の変遷
国勢調査による人口の推移。
| 1995年（平成7年）  | 430人   | [ 8 ]  |  |
| 2000年（平成12年） | 392人   | [ 9 ]  |  |
| 2005年（平成17年） | 411人   | [ 10 ] |  |
| 2010年（平成22年） | 601人   | [ 11 ] |  |
| 2015年（平成27年） | 1,126人 | [ 12 ] |  |
| 2020年（令和2年）  | 1,064人 | [ 13 ] |  |

### 世帯数の変遷
国勢調査による世帯数の推移。
| 1995年（平成7年）  | 142世帯 | [ 8 ]  |  |
| 2000年（平成12年） | 162世帯 | [ 9 ]  |  |
| 2005年（平成17年） | 170世帯 | [ 10 ] |  |
| 2010年（平成22年） | 245世帯 | [ 11 ] |  |
| 2015年（平成27年） | 403世帯 | [ 12 ] |  |
| 2020年（令和2年）  | 409世帯 | [ 13 ] |  |

## 学区
市立小・中学校に通う場合、学区は以下の通りとなる。
| 町       | 街区 | 小学校               | 中学校               |
| -------- | ---- | -------------------- | -------------------- |
| 西王子町 | 全域 | 北九州市立熊西小学校 | 北九州市立熊西中学校 |

## 交通

### バス
域内のバス停と系統は以下のとおりである。
| 運行事業者 | 運行事業者 | 西鉄バス北九州 |
| 系統       | 系統       | 57             |
| 停留所     | 南王子     | ○              |

## 施設

### 商業施設
- ダイレックス 黒崎店

### 公園
- 西王子公園